# Søren Neersø
Søren Neersø (født Nielsen, 26. marts 1868 i Astrup, død 10. september 1948, Gl. Kloster Plejehjem, København Ø) var en dansk gymnasierektor og politiker. Han var rektor for Aalborg Katedralskole fra 1917 til 1921 og derefter for Svanholm Gymnasium indtil 1932 (gymnasiet hed Statsgymnasiet Schneekloths Skole fra 1930). Han var medlem af Folketinget for Højre 1909-1910.

## Opvækst og erhvervskarriere
Søren Neersø stammede fra gården Christiansminde i Astrup i Ødum Sogn mellem Århus og Randers. Han var søn af gårdejer Christen Nielsen og hustru Dorothea Marie Sørensen. Han blev student fra Randers lærde Skole i 1886. I 1891 tog han skoleembedseksamen ved Københavns Universitet og blev cand.mag med fysik som hovedfag og med matematik, kemi og astronomi som øvrige fag.
Han var lærer ved flere københavnske privatskoler (Slomanns Skole og Østerbros Latinskole) i 1891-1892 og derefter lærer ved Fredericia Latin- og Realskole frem til 1894. Han blev ansat som timelærer på Randers lærde Skole i 1894, og som adjunkt i 1898 og overlærer i 1915 sammesteds. Samtidig var han forstander på Randers Handelsskole fra 1907 til 1917.
Han var rektor på Aalborg Katedralskole fra 1917 til 1921 og på Svanholm Gymnasium (omdøbt til Statsgymnasiet Schneekloths Skole i 1930) fra 1921 til 1932.
Søren Neersø var formand for Statsskolernes Lærerforening i 1923-1924.

## Politisk karriere
Neersø var medlem af byrådet i Randers fra 1906 til 1917. Han tilhørte Højre og blev ved folketingsvalget i 1909 opstillet som en fælleskandidat for Højre og Venstre i Randers Bykreds mod kredsens daværende medlem af medlem af Folketinget, den socialdemokratiske redaktør M. Mortensen. Han vandt valget og blev valgt til Folketinget med 2.003 stemmer mod 1.916 stemmer til Mortensen, men ved næste valg i 1910 gik det omvendt idet Mortensen nu vandt med 2.122 stemmer mod 2.052 stemmer til Neersø.
Han stillede op til Folketinget en enkelt gang mere ved valget i 1924 i Aalborg Vest- og Østkredsene, men blev ikke valgt til Folketinget igen.

## Navn og familie
Søren Neersø blev i 1894 gift med Ingeborg Elisabeth Sofie Hassing (født 1868). Han var født Søren Nielsen, og skiftede navn til Søren Neersø i 1904.

## Udmærkelser
Neersø blev 1924 udnævnt til ridder af Dannebrog.